# Phosphanoxide

Struktur von tertiären Phosphinoxiden mit der blau gekennzeichneten Phosphanoxidgruppe. R^{1} bis R^{3} sind Organyl-Reste (Alkyl-Rest, Aryl-Rest, Alkylaryl-Rest etc.). – In den primären Phosphanoxiden ist R^{2} = R^{3} = H.

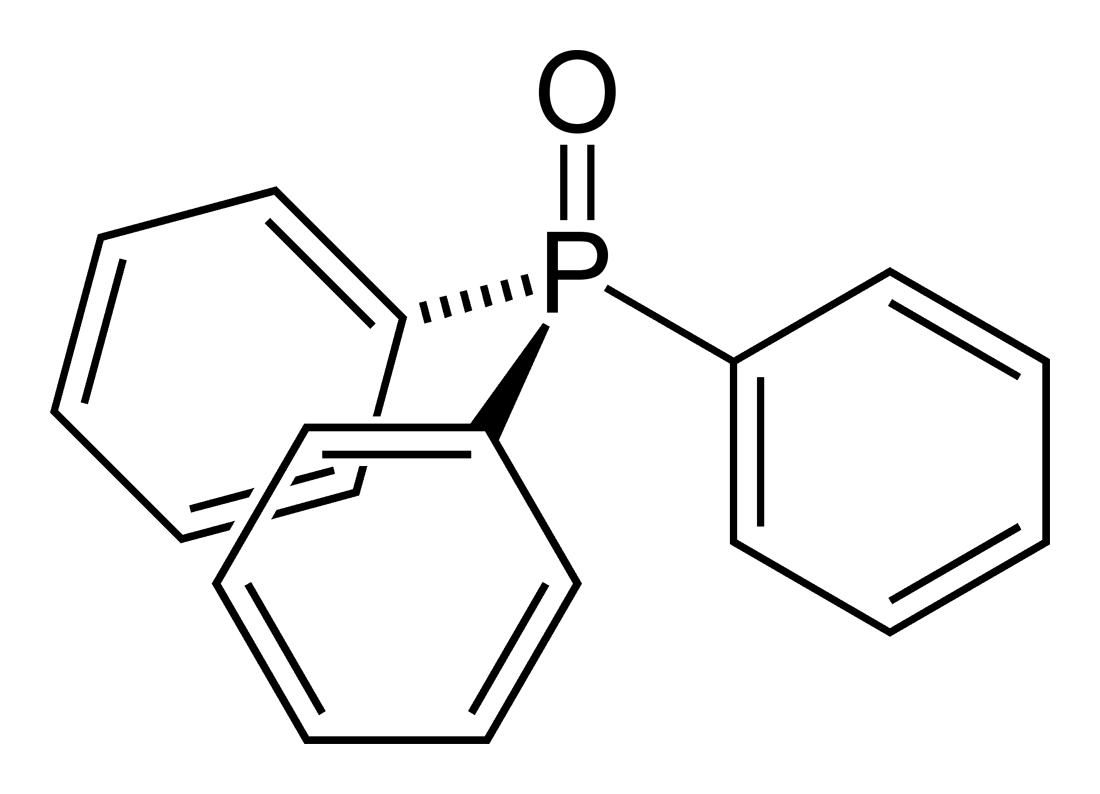
Triphenylphosphanoxid, ein Phosphanoxid mit drei gleichen Resten.

Phosphanoxide, auch tertiäre Phosphanoxide genannt, sind in der Chemie eine Klasse von Verbindungen mit organisch gebundenem Phosphor und Sauerstoff der allgemeinen Struktur R1R2R3P=O, dabei sind R1, R2 und R3 organische Reste. Eine ältere Bezeichnung für diese Stoffgruppe lautet Phosphinoxide. Verbindungen mit der allgemeinen Formel R1P(=O)H2 werden primäre Phosphanoxide (ältere Bezeichnung: Phosphinoxide) genannt.

## Chiralität
Phosphanoxide mit drei verschiedenen organischen Resten R1 bis R3 sind chiral.

## Herstellung
Zur Synthese der Phosphanoxide werden die entsprechenden Phosphine (R1R2R3P) oxidiert, z. B. mit Peroxiden:
R3P  +  1/2 O2   →  R3PO
Bei der Wittig-Reaktion von Alkenen entsteht aus dem Phosphorylid zugleich ein Phosphanoxid:
R3PCR'2  +  R"2CO   →  R3PO  +  R'2C=CR"2
Die chemische Reaktion von Phosphoroxidhalogeniden mit Grignard-Verbindungen liefert ebenfalls Phospanoxide.

## Verwendung
Trioctylphosphanoxid dient als Extraktionsmittel besonders für Uran aus Phosphorsäure. Analog können andere Metalle (u. a. Gold, Chrom, Molybdän und Zinn) extraktiv gewonnen werden.